# Gilles Bertrán de Balanda

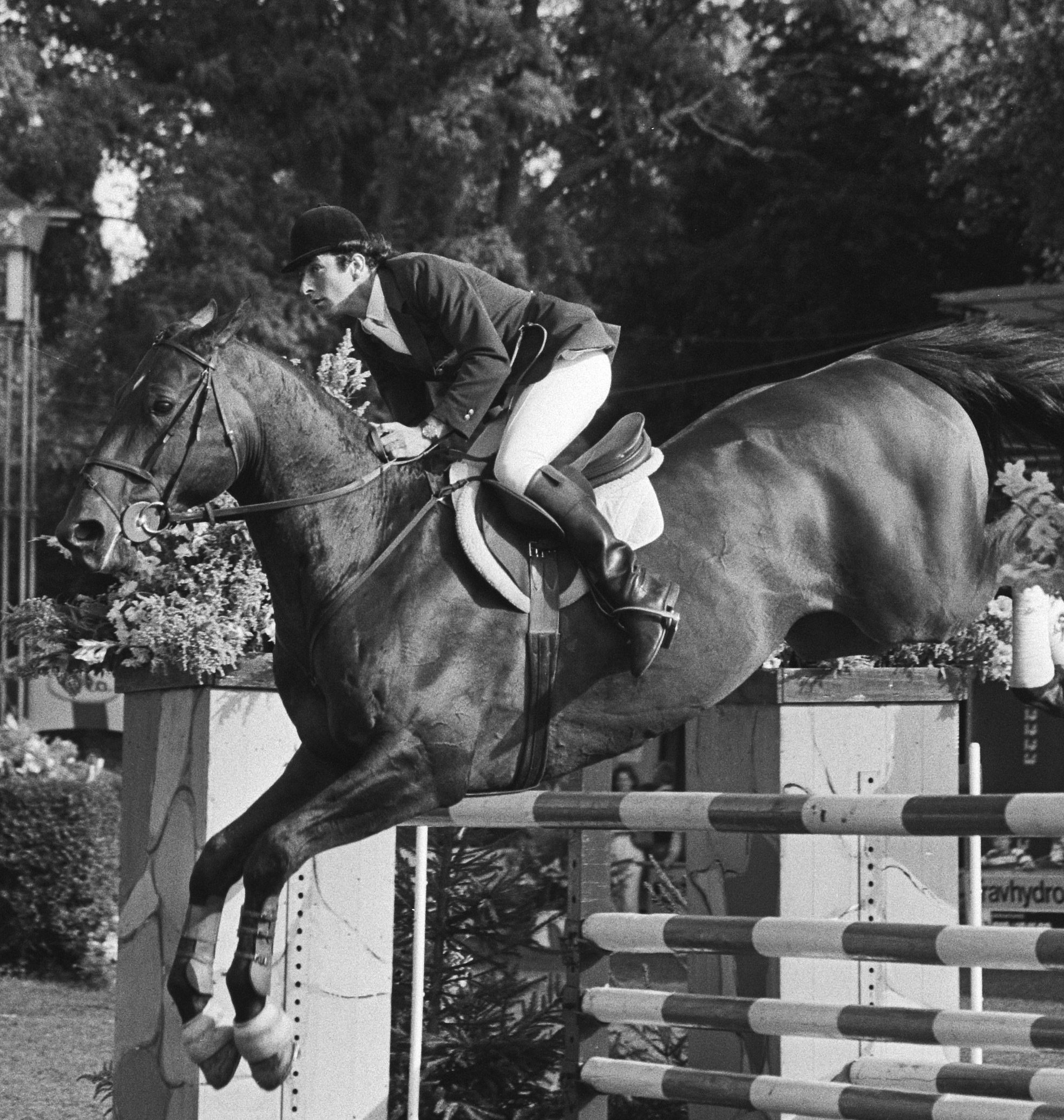
Gilles Bertrán de Balanda in 1981

Gilles Bertrán de Balanda (Toulouse, 29 mei 1950) is een voormalig Frans springruiter. Hij werd tweemaal wereldkampioen met de Franse ploeg: in 1982 en 2002.
In 1982 won hij een gouden medaille in Dublin samen met zijn teamgenoten Frédéric Cottier, Michel Robert en Patrick Caron. Zijn toenmalig toppaard, Gaboulet A stond bekend om zijn bokkensprongen tussen de hindernissen. In 1981 won hij op Gaboulet A ook de Grote Prijzen van Antwerpen en 's-Hertogenbosch.
Op de wereldruiterspelen in Jerez de la Frontera won hij in 2002 zijn tweede gouden medaille in de landenwedstrijd. De Franse ploeg bestond toen uit Éric Levallois, Eric Navet, Reynald Angot en Gilles Bertran de Balanda. De Balanda bereed toen Crocus Graverie, een twaalfjarige hengst.
Van 2007 tot 2009 was hij trainer van de Franse nationale springploeg. In 2011 nam hijzelf nog deel aan een wedstrijd in Le Boissière.